# Zdenko Hans Skraup

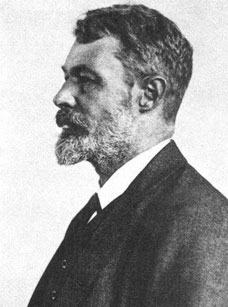
Zdenko Hans Skraup

Zdenko Hans Skraup (* 3. März 1850 in Prag; † 10. September 1910 in Wien) war ein böhmisch-österreichischer Chemiker.

## Leben und Werk
Skraup studierte von 1866 bis 1871 an der Deutschen Technischen Hochschule in Prag und wurde anschließend dort Assistent. Während seiner Studienzeit schloss er sich der Burschenschaft Constantia an, die in der Münchner Burschenschaft Sudetia aufgegangen ist. Anschließend nahm er eine Stellung im Münzwesen in Wien an und wurde nebenher bei Heinrich Will promoviert. Er übernahm 1881 eine Professur und wechselte 1887 als Nachfolger von Leopold von Pebal an die Universität Graz, wo er 1903/1904 das Rektoratsamt ausübte. Von dort kehrte er 1906 als Nachfolger von Adolf Lieben auf einen Lehrstuhl nach Wien zurück.
Skraup beschäftigte sich vor allem mit der Naturstoffchemie und leistete hier grundlegende Beiträge, so gelang ihm die Strukturaufklärung von Chinin und Cinchonin. Im Bereich der Synthese entwickelte er die später nach ihm benannte Skraup-Synthese zur Darstellung von Chinolin.
1886 wurde Skraup mit dem Ignaz-Lieben-Preis ausgezeichnet. 1887 wurde er zum Mitglied der Leopoldina gewählt.
Im Jahr 1940 wurde in Wien-Floridsdorf (21. Bezirk) die Skraupstraße nach ihm benannt.
Sein Sohn Siegfried Skraup (* 27. April 1890 in Prag; † 19. September 1972) war Professor von 1923 bis 1958 am Chemischen Institut der Universität in Würzburg.